# La Princesse lointaine
 (mars 2025).
La Princesse lointaine est une pièce de théâtre en quatre actes et en vers d’Edmond Rostand, créée le 5 avril 1895 au théâtre de la Renaissance, à Paris, avec Sarah Bernhardt dans le rôle-titre.

## Argument
La Princesse lointaine reprend la légende selon laquelle le troubadour aquitain Jaufré Rudel serait parti en croisade pour rejoindre la comtesse Hodierne de Jérusalem, comtesse de Tripoli, dont il serait tombé amoureux à la suite de rumeurs vantant sa beauté extraordinaire.
Dans la pièce d’Edmond Rostand, la princesse ne s’appelle pas Hodierne mais Mélissinde : c’est la version reprise de Frédéric Mistral, qui prétend, dans Lou Tresor dóu Felibrige (1879) que le troubadour ne serait pas tombé amoureux de la mère mais de sa fille, nommée Mélisende.

## Distribution
- Sarah Bernhardt : Mélissinde, princesse d’Orient, comtesse de Tripoli
- Lucien Guitry : Bertrand d’Allamanon, chevalier et troubadour provençal
- Édouard de Max : Joffroy Rudel, prince de Blaye, troubadour aquitain
- Jean Coquelin : Frère Trophime, chapelain du prince
- Jean Chameroy : Érasme, son médecin
- Albert Laroche : Squarciafico, marchand génois
- Castelli : Le chevalier aux armes vertes, aventurier au service de l’Empereur Manuel Comnène
- Mme Marthold : Sorismonde, dame d’honneur de Mélissinde
- Charles Montigny : le patron de la nef (marinier)
- Pierre Lacroix : Trobaldo le calfat (marinier)
- M. Angelo : François le Rémolar (marinier)
- Alexandre Arquillière : Pégofat (marinier)
- Georges Monrose : Bruno (marinier)
- M. Gérard : Bistagne (marinier)
- M. Pelletier : Juan le Portingalais (marinier)
- M. Magnin : Marrias d’Aigues-Mortes (marinier)
- M. Cauroy : le pilote
- M. Ramy : premier pèlerin
- M. Torey : deuxième pèlerin
- M. Besnard : troisième pèlerin
- M. Letellier : quatrième pèlerin
- M. Maugis : cinquième pèlerin
- M. Piron : Nicholose, valet de Squarciafico
- M. Camus : un mousse

Mariniers, musiciens, esclaves, etc.  

## Commentaire
La pièce présente une dédicace : "à Madame / Sarah Bernhardt / puis-je pas dédier cette pièce ? E.R."

### Éditions
- La Princesse lointaine, Paris, Librairie Charpentier et Fasquelle, 1895. Plusieurs rééditions et réimpressions chez le même éditeur jusqu’en 1948.
- La Princesse lointaine. La Samaritaine, illustrations en couleur et en noir, dans le texte et hors-texte, de Luc-Olivier Merson, A.-F. Gorguet, Georges Rochegrosse, et alii, Librairie Pierre Lafitte, 1911.
- La princesse lointaine,  illustrations de Georges Sheringham, Paris, J. Meynial, 1919.
- La Samaritaine. La Princesse lointaine. Le Bois sacré, illustrations de Sylvain Sauvage, bandeaux et culs-de-lampe décoratifs de Sylvain Sauvage, gravés sur bois par Gilbert Poilliot, Paris, Librairie Pierre Lafitte, 1939.
- Edmond Rostand, Théâtre, tome III, Paris, Jean de Bonnot, 2008.
- Edmond Rostand, Théâtre complet, tome I, Patrick Besnier, Guy Ducrey, Bertrand Degott (éd.), Paris, Classiques Garnier, coll. « Bibliothèque du théâtre français », 2023.

### Adaptations
- Georges-Martin Witorwsky, La Princesse lointaine, pièce en 4 actes, d’Edmond Rostand. Stances de Joffroy Rudel. Chant et piano, Paris, Heugel, 1938.